# Furcatopanorpa longihypovalva
Furcatopanorpa longihypovalva is een insect uit de orde schorpioenvliegen (Mecoptera), familie schorpioenvliegen (Panorpidae). De wetenschappelijke naam van de soort is voor het eerst geldig gepubliceerd door Hua & Cai in 2009.
De soort komt voor in China.